# 馬拉扎恩
馬拉扎恩（英語：Marazion）是英國英格蘭康沃爾郡的一個城鎮和民政教區，位於彭贊斯以東2英里（3.2）。2011年，馬拉扎恩有人口4,625人。

## 外部連結
- 中的“馬拉扎恩”
- Marazion town website （页面存档备份，存于）
- Cornwall Record Office Online Catalogue for Marazion